# 阮文交
阮文交（越南语：／；1812年—1863年），字淡如（越南语：／），號橘林（越南语：／）。越南阮朝官員。

## 生平
阮文交是乂安省英山府清漳縣南金總忠勤社（今乂安省南壇縣南忠社）人，嘉隆十一年（1812年）出生。明命十五年（1834年），阮文交參加鄉試，考中舉人，後被黜落。嗣德五年（1852年），阮文交再次參加鄉試，考中解元。六年（1853年），參加癸丑科會試，中第一名會元，隨後參加庭試，考取該科第一甲進士及第，與同總南金上社阮德達並為該科探花。初授翰林院著作，充內閣秘書所行走。嗣德十二年（1859年），陞侍講學士。嗣德十三年（1860年），參辦內閣事務。嗣德十六年（1863年）去世，年五十二歲。朝廷追贈光祿寺卿。
阮文交深得嗣德帝信任。阮文交去世後，嗣德帝常常思念他。嗣德二十九年（1876年），嗣德帝以“阮文交事朕盡職，演綸秘閣，十載勤勞”為由，追贈阮文交為禮部侍郎。

## 作品
阮文交著有《橘林詩文草》、《史林紀要》、《史文要法》、《北史歷代文策》、《史論集句》、《橘林遺草》。與范清合著《詠史賦》。